# فوجیساتو، آکیتا
فوجیساتو، آکیتا (به لاتین: Fujisato, Akita) یک منطقهٔ مسکونی در ژاپن است که در استان آکیتا واقع شده‌است. فوجیساتو ۲۸۱٫۹۸ کیلومترمربع مساحت و ۳٬۶۶۲ نفر جمعیت دارد.